# Ятранівка
Ятрані́вка ( колишня назва до 1946 р. — Псарівка) — село в Україні, в Уманському районі Черкаської області.

## Населення
За даними перепису 2001 року в селі мешкало 2604 особи.

### Мовний склад
Рідна мова населення за даними перепису 2001 року:
| Мова       | Чисельність, осіб | Доля     |
| ---------- | ----------------- | -------- |
| Українська | 2 310             | 88,71 %  |
| Російська  | 274               | 10,52 %  |
| Інше       | 20                | 0,77 %   |
| Разом      | 2 604             | 100,00 % |

## Історія
Поблизу села виявлено пам'ятку трипільської культури..
В книзі Похилевича 1864 року "Сказання про населені місцевості Київської губернії" вказано, що Шарін село у притоці річки Ятрань. Мешканців обох статей 1349, землі 1479 десятин. Церква Покровська, дерев'яна, невідомо коли побудована; землі має 34 десятини. 
Указом Президії ВР УРСР від 7 березня 1946 року село Псярівку було перейменовано на Ятранівку.

## Мешканці
В селі народилися:
- Голуб Степан Пилипович (1927—2006) — український живописець.
- Гресько Микола Павлович (нар. 1959) — український кінооператор.